# 24162 Askaci
24162 Askaci (1999 WD) là một tiểu hành tinh vành đai chính được phát hiện ngày 17 tháng 11 năm 1999, bởi L. Robinson ở Sunflower Observatory.